# Loli Bahia
Pour les articles homonymes, voir Bahia (homonymie).
Dolorès (Loli-Bahia) Roubille, connue professionnellement sous le nom de Loli Bahia, est une mannequin et actrice française d’origines espagnole et algérienne, née le 19 septembre 2002.

## Biographie
Native de Lyon où elle a grandi dans le quartier de la Croix-Rousse, elle est la fille d'un père d'origine espagnole et d'une mère d'origine algérienne. 
En 2018, elle étudie la musique au Conservatoire de Lyon avant d'être repérée lors d'un casting.

## Carrière
Elle fait ses débuts sur les podiums en mars 2020 pour Louis Vuitton.
En janvier 2023, elle est la nouvelle ambassadrice de la marque Yves Saint Laurent Beauté. La même année, elle ouvre le défilé Chanel automne-hiver au Grand Palais éphémère. 
Elle incarne la jeune Jeanne du Barry dans le film éponyme réalisé par Maïwenn qui interprète également le rôle-titre. Le long-métrage est présenté en ouverture du Festival de Cannes 2023.